# Дело Арсения Турбина
Де́ло Арсе́ния Турбина́ — уголовное дело по обвинению 15-летнего подростка в попытке, по версии следствия, «вступления в легион „Свобода России“».
Турбин был признан политзаключенным обществом Мемориал, что позволило ему стать самым юным политзаключённым в России.

## Личность подсудимого и обстоятельства дела
Арсений Турбин родился 19 августа 2008 года в Дубае, его отец — гражданин ОАЭ, но родители отца Арсения были категорически против брака с немусульманкой, что вынудило родителей разойтись. Арсений рос в городе Ливны в Орловской области с матерью, бабушкой и дедушкой. Учился в ливенском лицее имени Булгакова, выигрывал олимпиады и хорошо показывал себя в учёбе, однако имел проблемы со сверстниками и некомпетентными преподавателями.
По словам матери, Арсений всегда открыто говорил о своей позиции. Он выкладывал в свой канал видеоролики с негативными высказываниями о российских чиновниках и Путине, фотографии с бело-сине-белым флагом, репостил материалы из каналов Михаила Ходорковского, Максима Каца, Алексея Навального и легиона «Свобода России», а летом 2023 года разложил по почтовым ящикам соседей листовки «Тебе нужен такой президент?». 4 июня (в день рождения Алексея Навального) 14-летний Турбин собирался выйти на одиночный пикет, но в тот раз его остановила мать. 12 июня (в День России) он всё же вышел на пикет без ведома родителей.
В шесть утра 29 августа домой к Турбиным пришли с допросом шестеро сотрудников ФСБ; допросили, забрав телефон, планшет и ноутбук. 30 августа Арсения пригласили «на беседу», на которую Турбины пошли без адвоката. Силовики составили протокол двухчасовой «беседы», но Турбины находили там ошибки и его пришлось дважды переделывать. Третью версию протокола они подписали не перечитывая, ожидая, что дело ограничилось только исправлениями. ФСБ утверждали, что Арсений в ходе этого опроса сам признался во вступлении в легион «Свобода России». «Медиазона» получила полную его расшифровку и обнаружила, что силовики внесли в протокол слова, которых Арсений не говорил. Более того, на записи два оперативника ФСБ подначивали школьника, говоря, что переписка с легионом, признанным в РФ террористической организацией, — это «нормально» и «не против закона». 
Проект «Поддержка политзаключенных. Мемориал» отметил, что переписка Арсения по электронной почте, приводимая обвинением как доказательство, содержит только его желание «расклеивать листовки и бороться с путинской пропагандой», но не содержит никаких упоминаний о намерении «прибыть на территорию Украины», «совершать диверсии на военных и железнодорожных объектах» или даже попыток заполнить анкету на вступление в легион, как это утверждало обвинение. При этом Турбин никогда не отрицал, что 1 июня 2023 года он написал письмо на почту legion.zapad@protonmail.com (оно есть в материалах дела), в котором сообщил, что живет в городе Ливны, «готов расклеивать листовки и бороться с путинской пропагандой».

## Уголовный процесс
Первый раз Арсения задержали утром 5 сентября 2023 года на пути в школу (к тому моменту старший следователь первого отдела по расследованию особо важных дел СУ СК по Орловской области майор юстиции Трунов возбудил против него уголовное дело). Ночь после задержания Арсений провел в изоляторе. По итогу на тот момент следствие назначило ему домашний арест до конца учебного года.
2 декабря 2023 года следователь отправил Турбина в Орловскую психиатрическую больницу на стационарную судебно-психиатрическую экспертизу, продлившуюся 24 дня.
В феврале 2024 года следователь Трунов, ознакомившийся с протоколом допроса, хотел прекратить дело против школьника, однако расследование поручили другому следователю — Ирине Симоновой.
20 июня 2024 года Арсений был снова взят под стражу: 2-й Западный окружной суд Москвы приговорил его к пяти годам лишения свободы в воспитательной колонии по делу об участии в террористической организации (ст. 205.5 ч. 2 УК РФ). Арсений начал отбывать пятилетний срок в СИЗО-5 «Водник», за время нахождения в котором неоднократно подвергался травле и избиениям.
7 ноября 2024 года Апелляционный военный суд России оставил в силе приговор Арсению Турбину, сократив ему срок лишь на 24 дня, ранее проведённые в стационаре.
По состоянию на 27 ноября 2024 года Турбин дважды оказывался в карцере на срок до недели; поводом для первого заключения стал «конфликт с сокамерником», для второго — разговор с сокамерниками после отбоя.
В декабре 2024 года Турбина этапировали из СИЗО-5 Москвы в воспитательную колонию в Пермском крае.